# Dědová
Dědová település Csehországban, a Chrudimi járásban. Dědová Jeníkov, Kameničky, Krouna és Kladno településekkel határos. Lakosainak száma 131 fő (2024. január 1.).

## Népesség
A település lakosságának változását az alábbi diagram mutatja:
| Lakosok száma | 544  | 489  | 440  | 331  | 211  | 168  | 135  | 138  | 136  | 131  |
|               | 1869 | 1890 | 1921 | 1950 | 1980 | 2001 | 2017 | 2019 | 2022 | 2024 |